# Vegakameratene 2010-2011
Questa voce raccoglie le informazioni riguardanti il Vegakameratene nelle competizioni ufficiali della stagione 2010-2011.

## Stagione
Il Vegakameratene ha partecipato alla Futsal Eliteserie 2010-2011, terza edizione del massimo campionato norvegese riconosciuto dalla Norges Fotballforbund. La squadra ha chiuso l'annata al 1º posto finale, vincendo il titolo per la prima volta nella sua storia e qualificandosi così alla Coppa UEFA.

## Rosa
| N° | Naz.                | Ruolo | Sportivo               | Anno     |  |  |
| -- | ------------------- | ----- | ---------------------- | -------- |  |  |
|    | Norvegia (bandiera) | POR   | Kenneth Rakvaag        | 20.08.83 |  |  |
|    | Norvegia (bandiera) | DIF   | Karl Morten Eek        | 25.06.88 |  |  |
|    | Norvegia (bandiera) | DIF   | Alf Einar Grimsø       | 20.08.77 |  |  |
|    | Norvegia (bandiera) | DIF   | Jan Are Klaussen       | 15.05.86 |  |  |
|    | Norvegia (bandiera) | DIF   | Lars Magnus Klaussen   | 31.12.90 |  |  |
|    | Norvegia (bandiera) | DIF   | Tor Christian Klaussen | 14.05.80 |  |  |
|    | Norvegia (bandiera) | DIF   | Kim Rune Ovesen        | 24.06.87 |  |  |
|    | Norvegia (bandiera) | DIF   | Håvard Solem           | 11.10.85 |  |  |
|    | Norvegia (bandiera) | DIF   | Jonas Wiseth           | 02.09.87 |  |  |
|    | Norvegia (bandiera) | UNI   | Fredrik Høgaas         | 18.02.85 |  |  |
|    | Norvegia (bandiera) | PIV   | Thomas Klaussen        | 11.03.88 |  |  |
|    | Norvegia (bandiera) | PIV   | Christopher Moen       | 26.06.91 |  |  |
|    | Norvegia (bandiera) |       | Stian Berre            |          |  |  |
|    | Norvegia (bandiera) |       | Tor Marius Jensen      |          |  |  |
|    | Norvegia (bandiera) |       | Aleksander Nielsen     |          |  |  |

## Risultati

### Eliteserie

#### Girone di andata
| Oslo 27 novembre 2010, ore 20:30 1ª giornata | Vegakameratene | 5 – 3 referto | Sandefjord | KFUM-Hallen\| Arbitro: \| Sandberg \| |
| Arbitro:                                     | Sandberg       |               |            |                                       |

| Oslo 27 novembre 2010, ore 11:45 2ª giornata | Horten    | 3 – 3 referto | Vegakameratene | KFUM-Hallen\| Arbitro: \| Rønningen \| |
| Arbitro:                                     | Rønningen |               |                |                                        |

| Oslo 28 novembre 2010, ore 11:45 3ª giornata | Vegakameratene | 8 – 2 referto | Øystese | KFUM-Hallen\| Arbitro: \| Rønningen \| |
| Arbitro:                                     | Rønningen      |               |         |                                        |

| Flisa 5 dicembre 2010, ore 14:15 4ª giornata | Kongsvinger | 1 – 6 referto | Vegakameratene | Åsneshallen\| Arbitro: \| Myklebust \| |
| Arbitro:                                     | Myklebust   |               |                |                                        |

| Tiller 17 febbraio 2011, ore 21:30 5ª giornata | Nidaros | 0 – 7 referto | Vegakameratene | KVT Hallen\| Arbitro: \| Krokdal \| |
| Arbitro:                                       | Krokdal |               |                |                                     |

| Kongsvinger 4 dicembre 2010, ore 19:15 6ª giornata | Solør        | 2 – 3 referto | Vegakameratene | Tråstadhallen\| Arbitro: \| Rafiq (Oslo) \| |
| Arbitro:                                           | Rafiq (Oslo) |               |                |                                             |

| Fyllingsdalen 8 gennaio 2011, ore 15:30 7ª giornata | Holmlia      | 1 – 3 referto | Vegakameratene | Framohallen A\| Arbitro: \| Rafiq (Oslo) \| |
| Arbitro:                                            | Rafiq (Oslo) |               |                |                                             |

| Fyllingsdalen 9 gennaio 2011, ore 11:00 8ª giornata | Fyllingsdalen  | 0 – 8 referto | Vegakameratene | Framohallen A\| Arbitro: \| Steen (Bergen) \| |
| Arbitro:                                            | Steen (Bergen) |               |                |                                               |

| Tiller 6 marzo 2011, ore 10:30 9ª giornata | Vegakameratene | 6 – 1 referto | KFUM Oslo | KVT Hallen\| Arbitro: \| Thorsø Hansen \| |
| Arbitro:                                   | Thorsø Hansen  |               |           |                                           |

#### Girone di ritorno
| Oslo 29 gennaio 2011, ore 15:30 10ª giornata | KFUM Oslo    | 1 – 4 referto | Vegakameratene | Oppsal Arena 1\| Arbitro: \| Rafiq (Oslo) \| |
| Arbitro:                                     | Rafiq (Oslo) |               |                |                                              |

| Oslo 30 gennaio 2011, ore 12:45 11ª giornata | Vegakameratene | 2 – 1 referto | Fyllingsdalen | Oppsal Arena 1\| Arbitro: \| Krokdal \| |
| Arbitro:                                     | Krokdal        |               |               |                                         |

| Tiller 5 marzo 2011, ore 17:15 12ª giornata | Vegakameratene | 2 – 0 referto | Holmlia | KVT Hallen\| Arbitro: \| Krokdal \| |
| Arbitro:                                    | Krokdal        |               |         |                                     |

| Tiller 13 febbraio 2011, ore 12:15 13ª giornata | Vegakameratene | 5 – 2 referto | Kongsvinger | KVT Hallen\| Arbitro: \| Krokdal \| |
| Arbitro:                                        | Krokdal        |               |             |                                     |

| Trondheim 13 marzo 2011, ore 20:00 14ª giornata | Vegakameratene | 2 – 3 referto | Nidaros | Tempehallen\| Arbitro: \| Thorsø Hansen \| |
| Arbitro:                                        | Thorsø Hansen  |               |         |                                            |

| Tiller 12 febbraio 2011, ore 15:30 15ª giornata | Vegakameratene | 6 – 1 referto | Solør | KVT Hallen\| Arbitro: \| Krokdal \| |
| Arbitro:                                        | Krokdal        |               |       |                                     |

| Oslo 26 marzo 2011, ore 11:15 16ª giornata | Vegakameratene | 4 – 3 referto | Horten | Ekeberg Idrettshall C\| Arbitro: \| Egelund \| |
| Arbitro:                                   | Egelund        |               |        |                                                |

| Oslo 26 marzo 2011, ore 16:30 17ª giornata | Øystese | 1 – 7 referto | Vegakameratene | Ekeberg Idrettshall B\| Arbitro: \| Sjelle \| |
| Arbitro:                                   | Sjelle  |               |                |                                               |

| Oslo 27 marzo 2011, ore 16:30 18ª giornata | Sandefjord | 2 – 10 referto | Vegakameratene | Ekeberg Idrettshall C\| Arbitro: \| Grønevik \| |
| Arbitro:                                   | Grønevik   |                |                |                                                 |